# Kuišḫamaššani
Kuišḫamaššani (luwisch: „irgendeine Gottheit“) war eine luwische Göttin. Sie wurde als eine stehende Frau dargestellt, mit Trauben in der rechten Hand. In einem fragmentarischen Text verspricht jemand, ihr ein Kultmal aus Eisen zu stiften.